# Sociedade Promotora da Agricultura Micaelense
A Sociedade Promotora da Agricultura Micaelense foi uma associação fundada a 11 de Janeiro de 1843 na cidade de Ponta Delgada, ilha de São Miguel. A associação tinha como objectivo promover o desenvolvimento da agricultura da ilha de São Miguel através do desbravamento das terras incultas, o contacto com associações estrangeiras e a divulgação, através do seu órgão, O Agricultor Micaelense, as espécies de plantas que poderiam adaptar-se ao solo e clima da ilha. Ligadas à sua acção, surgiram alguns dos mais esplêndidos jardins de São Miguel e a sua acção permitiu aos agricultores mais esclarecidos e aos grandes latifundiários da ilha procurar culturas de substituição à exportação da laranja, como o tabaco, o ananás, a batata-doce (destinada à produção de álcool), espadana, chá, maracujá e muitas outras culturas. A sua acção foi determinante no esforço que então foi realizado com vista a viabilizar as explorações agrícolas açorianas e a encontrar mercados alternativos para as suas produções. Foi no seio da Sociedade que José do Canto propôs a criação de um imposto sobre a laranja exportada para custear as obras de construção do porto artificial de Ponta Delgada, cuja construção trouxe um enorme surto de desenvolvimento à cidade de Ponta Delgada.